# 강지영 (1956년)

강지영(1956년 ~ )은 조선민주주의인민공화국의 종교인, 정치인이다. 최고인민회의 상임위원회 위원, 최고인민회의 대의원 겸 조선카톨릭협회 위원장이다.

## 생애
김책공업대학을 졸업하였으며, 1980년 후반 임수경이 방북하였을 때 남북 학생회담 북측 준비위원회 부위원장 자격으로 만난 적이 있다. 이후 조선적십자위원회, 조국평화통일위원회, 조국통일민족연합, 조선카톨릭협회 등 주로 민간교류 부문에서 활동하였다. 그리고 최고인민회의 대의원 13, 14기를 지내고 있다.